# Chikkulikere, Channagiri
Chikkulikere là một làng thuộc tehsil Channagiri, huyện Davanagere, bang Karnataka, Ấn Độ.